# Chimor
Chimor, Regne de Chimor o Imperi Chimú, era l'agrupació política de la civilització chimú. La cultura va sorgir cap al 900 dC, succeint la cultura mochica, i posteriorment va ser conquerida per l'Inca Topa Inca Yupanqui cap al 1470, cinquanta anys abans de l'arribada dels espanyols a la regió. Chimor va ser el regne més gran del període intermedi tardà, que abastava 1.000 quilòmetres de costa.
Les primeres valls sembla que van unir forces de bon grat, però la cultura Sicán o cultura lambayeque fou incorporada mitjançant la conquesta. També van estar influïts significativament per les cultures preincaiques de Cajamarca i wari. Segons la llegenda, la seva capital, Chan Chan, va ser fundada per Taycanamo, que va arribar a la zona per mar. Chimor va ser l’últim regne que va tenir possibilitats d’aturar l'Imperi Inca. Però la conquesta inca va començar a la dècada de 1470 per Topa Inca Yupanqui, que va derrotar l'emperador i descendent de Tacaynamo, Minchancaman, i va ser gairebé completada quan Huayna Cápac assumí el tron el 1493.
Els chimú residien en una franja de desert a la costa nord del Perú. Els rius de la regió esculpien una sèrie de planes de valls fèrtils, molt planes i ben adaptades al regadiu. L’agricultura i la pesca eren molt importants per a l'economia de Chimú.
Al sud, es van expandir fins a Carabayllo. La seva expansió cap al sud fou aturada pel poder militar de la gran vall de Lima. Els historiadors i els arqueòlegs no es posen d'acord fins a quin punt del sud van aconseguir expandir-se.

## Economia
Es podria dir que Chan Chan va desenvolupar una burocràcia a causa de l'accés controlat a la informació per part de les elits. El sistema econòmic i social operava mitjançant la importació de matèries primeres, on els artesans de Chan Chan les transformaven en béns de prestigi. L'elit de Chan Chan prenia les decisions sobre la majoria d'altres qüestions relacionades amb l'organització, el monopolisme de la producció, l'emmagatzematge d'aliments i productes i la distribució o consum de mercaderies.

## Divisió de l'herència
La capital de Chimu, Chan Chan, tenia una sèrie de complexos residencials d’elit o ciudadelas que no estaven habitades simultàniament, sinó de manera seqüencial. La raó d'això és que els governants chimú van practicar l'herència dividida, que va dictar que l'hereu al tron havia de construir el seu propi palau. Després de la mort d'un governant, tota la riquesa del governant es distribuiria als parents més llunyans.